# Edward Potok
Edward Potok (ur. 20 lutego 1955) – działacz sportowy, w latach 2004–2016 prezes Łódzkiego Związku Piłki Nożnej. W 2004 roku zastąpił Mirosława Wróblewskiego. W czerwcu 2012 rozpoczął trzecią kadencję. Od 2004 roku był również członkiem zarządu PZPN.

## Życiorys
Absolwent Akademii Wychowania Fizycznego w Warszawie oraz Wyższej Szkoły Oficerskiej Wojsk Zmechanizowanych we Wrocławiu. Od 1973 do 2006 roku był zawodowym żołnierzem, od 1992 w stopniu pułkownika. Większość służby spędził angażując się w czynności sportowe w WKS Zawisza.
Pracował również jako trener i dyrektor klubów Orzeł Łódź (wtedy III liga), Zawisza Bydgoszcz (II liga) i Legii Warszawa.
Kandydat na stanowisko Prezesa Polskiego Związku Piłki Nożnej w wyborach w październiku 2012 roku.